# Church of St. Benedict the Moor (St. George’s)
Die Church of St. Benedict the Moor ist eine römisch-katholische Kirche im Zentrum von Saint George im Inselstaat Grenada (River Road).
Die Kirche gehört zum Bistum Saint George’s in Grenada (Dioecesis Sancti Georgii). Sie ist Benedikt dem Mohren geweiht, dem Schutzheiligen von Palermo.